# Tetracis lorata
Tetracis lorata là một loài bướm đêm trong họ Geometridae.